# Anton Haus

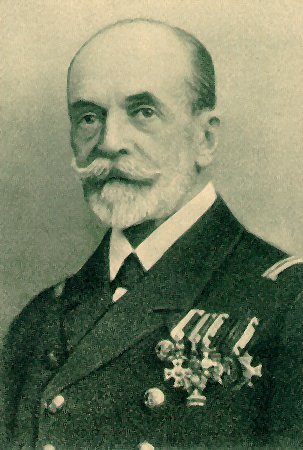
Anton Haus, 1914.

Anton Haus, född 13 juni 1851, död 8 februari 1917, var en österrikisk sjömilitär.
Haus blev kommendör 1891, konteramiral 1905, amiral och chef för krigsministeriets marinavdelning 1913, generalinspektör för marinen 1914 och storamiral 1916. Vid första världskrigets utbrott var Haus högste befälhavare över Österrike-Ungerns sjöstridskrafter och lyckades trots ententens överlägsenhet behålla rörelsefrihet för flottan inom Adriatiska havet samt skydda hemlandets kuster för anfall.